# Ōmachi, Nagano
Ōmachi (japanska: 大町市?, Ōmachi-shi) är en stad i Nagano prefektur i Japan. Staden fick stadsrättigheter 1954.